# La Celle (Var)
La Celle (okzitanisch La Cèla) ist eine französische Gemeinde mit 1.647 Einwohnern (Stand 1. Januar 2022) im Département Var in der Region Provence-Alpes-Côte d’Azur. Sie gehört zum Arrondissement Brignoles und zum gleichnamigen Kanton. Die Einwohner nennen sich Cellois oder Celloises. 

## Lage
Die Nachbargemeinden sind Brignoles, La Roquebrussanne, Mazaugues und Tourves. Das Gemeindegebiet gehört zum Regionalen Naturpark Sainte-Baume.

## Bevölkerungsentwicklung
| 1962 | 1968 | 1975 | 1982 | 1990 | 1999 | 2006 | 2017 |
| ---- | ---- | ---- | ---- | ---- | ---- | ---- | ---- |
| 243  | 363  | 543  | 730  | 911  | 1082 | 1239 | 1477 |